# Orange Moldova

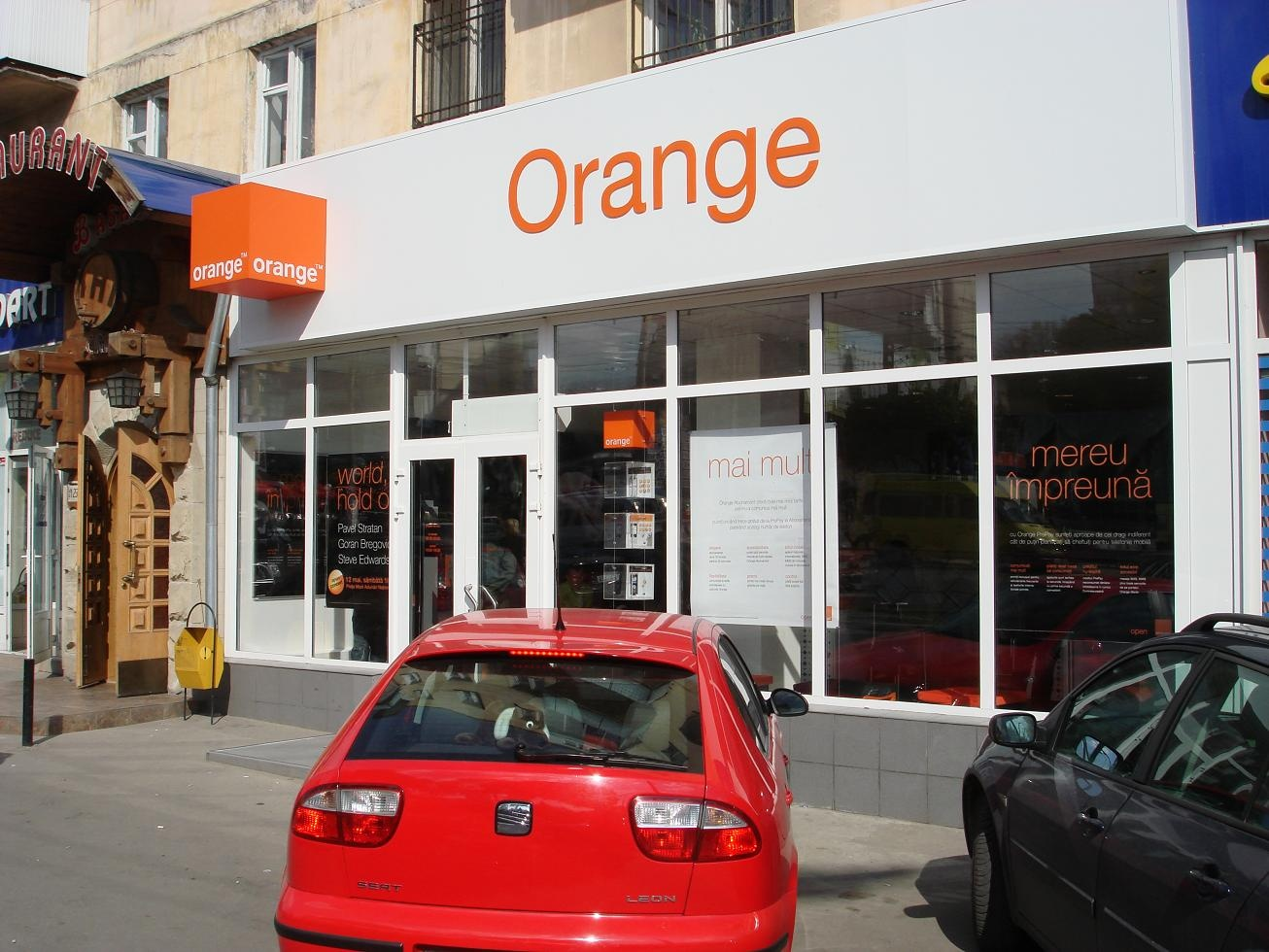
Orange Moldova butik.

Orange Moldova (rumänska Societatea pe Acţiuni "Orange Moldova") är den största mobiloperatören i Moldavien. Operatören startade under namnet Voxtel 1998 och bytte namn till det nuvarande 2007.
Operatören driver nät med standarden GSM och UMTS.

## Allmän information
Standard anslutning: GSM och UMTS.
Används frekvens: 900 MHz och 1800 MHz GSM-standarden, och 2100 MHz i standarden UMTS.
Deras band: 890-919 MHz för de lägre frekvensbanden, 935-960 MHz för högre bandbredd, district 1800 MHz, 2100 MHz området.
Telefonnätet nummer:
I internationellt format telefonnummer är
```
 +373600xxxxx
 +373601xxxxx
 +37368xxxxxx
 +37369xxxxxx
```

I nationella format istället av 373 används 0, och koden har nio siffror
```
0600xxxxx
0601xxxxx
068xxxxxx
069xxxxxx
```

Totalt per den 1 juli 2009 i omhändertagande av operatören finns 2 miljoner 200 tusen nummer.
Mobile Network Code: är 259 01